# Mòmies (pel·lícula)
Mòmies (originalment en castellà, Momias) és una pel·lícula espanyola d'animació per ordinador de 2023 dirigida per Juan Jesús García Galocha (en el seu debut com a director) a partir d'un guió de Javier López Barreira i Jordi Gasull. La pel·lícula segueix tres mòmies en el seu viatge al Londres actual per buscar un antic anell de la família reial, robat per un ambiciós arqueòleg. Inicialment previst per a l'estrena el 2021, la pel·lícula es va estrenar a les sales d'Espanya el 24 de febrer de 2023. S'ha doblat al català.

## Sinopsi
A Egipte, a l’interior de la terra, hi ha una ciutat de mòmies amb tres mil anys d'antiguitat. Per desig dels déus, la princesa Nefer i Thut s’han de casar tant sí com no en set dies, i han de portar al casament l’anell del Faraó. Mentrestant, a la superfície, Lord Carnaby troba un anell de casament reial egipci en una expedició arqueològica. Quan Thut descobreix que l'anell ha estat robat, puja al món dels humans per recuperar-lo, acompanyat del seu germà Sekhem, la Nefer i en Croc, la seva mascota cocodril. Viuran una gran aventura a Londres i descobriran una cosa que no entrava als seus plans.

## Publicació
L'estrena de Mòmies estava prevista el 2021 amb el nom original en anglès de Moomios com a part d'una associació entre Atresmedia Cine i Warner Bros. España. No obstant això, més tard es va endarrerir fins al 2023 després de dos anys de producció ampliada i es va canviar pel seu nom actual. El primer tràiler es va publicar el 31 d'octubre de 2022. La pel·lícula es va estrenar a Espanya i als Estats Units per Warner Bros. Pictures el 24 de febrer de 2023. La pel·lícula es va estrenar per primera vegada a Austràlia, el 5 de gener de 2023, i va arribar més tard al Regne Unit i Irlanda el 31 de març de 2023.